# An Elixir for Existence
An Elixir for Existence je druhé studiové album norské heavy/gothic/symfonicmetalové hudební skupiny Sirenia. Vydáno bylo 23. února 2004 vydavatelstvím Napalm Records. Na tomto albu Veland ještě ve velké míře využívá své harsh vokály. O pasáže ženského zpěvu se postarala Henriette Bordvik.

## Seznam skladeb
1. Lithium and a Lover – 6:33
2. Voices Within – 6:52
3. A Mental Symphony – 5:25
4. Euphoria – 6:35
5. In My Darkest Hours – 6:04
6. Save Me from Myself – 4:14
7. The Fall Within – 6:48
8. Star-Crossed – 6:28
9. Seven Sirens and a Silver Tear (Instrumental) – 4:45